# Thomas Carlin

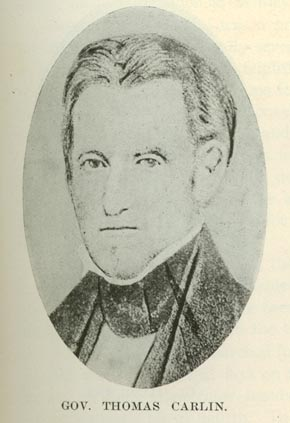
Thomas Carlin

Thomas Carlin (* 18. Juli 1789 in Frankfort, damals noch Virginia; † 14. Februar 1852 in Carrollton, Illinois) war ein US-amerikanischer Politiker und von 1838 bis 1842 der 7. Gouverneur von Illinois.

## Frühe Jahre und politische Laufbahn
Thomas Carlin hat sich sein Schulwissen selbst angeeignet. Sein ganzes Leben lang zeigte er großes Interesse für Literatur und er war sehr lernfähig. Er diente als Soldat sowohl im Britisch-Amerikanischen Krieg von 1812 als auch im Black Hawk Krieg zu Anfang der 1830er Jahre. Seine politische Laufbahn begann mit seiner Wahl ins Repräsentantenhaus von Illinois. Dort absolvierte er zwei Legislaturperioden. Ebenfalls zweimal wurde er in den Staatssenat gewählt. 1834 wurde er von Präsident Andrew Jackson zum Chef des Finanzamtes (Receiver of  Public Monies) in Quiny, Illinois berufen. Dieses Amt behielt er bis zum Jahr 1838. In diesem Jahr wurde er von seiner Demokratischen Partei für das Amt des Gouverneurs nominiert und anschließend auch gewählt.

## Gouverneur von Illinois
Carlin trat seine vierjährige Amtszeit am 7. Dezember 1838 an. In seiner Amtszeit wurde das Gerichtswesen reformiert. Der Oberste Gerichtshof wurde um fünf zusätzliche Richterstellen erweitert. Am 15. Februar 1842 erreichte der erste Zug Springfield. Damit begann in Illinois das Eisenbahnzeitalter. Carlin förderte den weiteren Ausbau des Illinois-Michigan Kanals. Die nach Illinois eingewanderten Mormonen gründeten 1839 die Stadt Nauvoo, die bereits 1845 12,000 Einwohner zählte, und die damals die größte Stadt des Staates war. Ebenfalls im Jahr 1839 wurden die letzten verbliebenen Indianer aus Illinois vertrieben. 1840 war die Bevölkerung von Illinois von 157,500 im Jahr 1830 auf über 476.000 Einwohner angestiegen.

## Weiterer Lebenslauf
Nach Ablauf seiner Amtszeit durfte Carlin entsprechend der Verfassung nicht direkt wiedergewählt werden. Daher schied er am 8. Dezember 1842 aus seinem Amt aus. Nach einer kurzen Zeit im Staatsrepräsentantenhaus zog sich Carlin auf seine Farm in Carrollton zurück, wo er 1852 verstarb. Er war mit Rebecca Hewitt verheiratet, mit der er 13 Kinder hatte.  